# Анелін (Влоцлавський повіт)
Анелін (пол. Anielin) — село в Польщі, у гміні Бонево Влоцлавського повіту Куявсько-Поморського воєводства.